# Stella Nyanzi

Stella Nyanzi (16 de junio de 1974) es una poeta, antropóloga médica, feminista, defensora de los derechos humanos, derechos LGBT e investigadora de temas relacionados con la sexualidad, la planificación familiar y la salud pública en Uganda. Fue arrestada en 2017 por insultar al presidente de Uganda.

## Educación
Stella Nyanzi obtuvo su Licenciatura en Comunicación y Literatura en la Universidad de Makerere, donde estudió desde 1993 hasta 1996. De 1999 a 2000 hizo un máster en  Ciencias y Antropología Médica en el University College de Londres. Entre 2003 y 2009 se doctoró en  Antropología en la  Escuela de Higiene y Medicina Tropical de Londres.
Desde 2005 realiza investigaciones sobre sexualidad juvenil en Uganda y en Gambia.

## Trayectoria
Stella Nyanzi comenzó su carrera en 1997 como investigadora asociada de ciencias sociales en el Medical Research Council (Reino Unido) en Uganda, donde trabajó hasta septiembre de 2002.Más tarde ocupó un nuevo puesto como antropóloga local en los Laboratorios del Consejo de Investigación Médica de Gambia, cargo que tuvo que dejar para realizar su doctorado en Londres.
En 2009, Nyanzi, como investigadora y miembro de la Facultad de Derecho, desarrolló su trabajo en la Universidad de Makerere en el Proyecto de Investigación sobre Derecho, Género y Sexualidad, hasta diciembre de 2013. También como investigadora, trabajó en el Instituto Makerere de Investigación Social hasta 2016.Durante su estancia, se le pidió que diera unas clases en el nuevo programa de doctorado, llamado Mamdani PHD Project, a lo que ella se negó. Esto supuso el cierre de su oficina y, fue un ejemplo de la práctica cultural feminista de África Occidental de lo que la académica Naminata Diabate ha llamado " naked agency" " 
Tras su detención en 2017, fue suspendida de la Universidad de Makerere. Nyanzi recurrió esta decisión ante el tribunal de apelaciones de la Universidad de Makerere, la cual ordenó que fuera reincorporada, ascendida al nivel de becaria de investigación con efecto inmediato y el pago de los salarios atrasados. Cuando la universidad se negó a acatar la decisión del tribunal, ella demandó a la institución y  solicitó la reincorporación y los salarios atrasados. En respuesta, en diciembre de 2018, la universidad la despidió junto con otros 45 académicos, argumentando que su contrato había expirado.
Stella Nyanzi también ha realizado trabajos de consultoría para varias organizaciones de investigación social fuera de Uganda y Gambia.

## Investigación
Stella Nyanzi es una académica citada en su materia de estudio, con 54 artículos y 1432 citas, a finales de 2018.Entre sus artículos más citados se encuentran aquellos relacionados con el debate sobre las relaciones sexuales de los jóvenes ugandeses, las actitudes hacia la prueba del VIH entre las mujeres ugandesas embarazadas, el control de las mujeres ugandesas sobre los encuentros sexuales, las actitudes de los hombres ugandeses hacia el uso de anticonceptivos y el comportamiento sexual de muchos grupos.
Nyanzi es una de las primeras académicas en publicar investigaciones sobre la homosexualidad africana.

## Activismo
Stella Nyanzi practica lo que los académicos han llamado "rudeza radical", que es una estrategia tradicional ugandesa de pedir cuentas a los poderosos mediante el insulto público. Se desarrolló durante la era colonial, como "una estrategia grosera y públicamente celebrada de insultos, escándalos, perturbaciones y desorden que rompía las convenciones de amistad colonial, asociación y beneficio mutuo".
Ha hecho campaña por los derechos de las mujeres, los jóvenes y las personas LGBTQIA+ de Uganda.
El 6 de marzo de 2017, Stella Nyanzi puso en marcha el Proyecto Pads4girlsUg, debido a su preocupación por las niñas que faltaban a la escuela porque no podían permitirse productos menstruales, lo que la llevó a recolectar miles de compresas sanitarias reutilizables que distribuyó entre las niñas de la escuela, al tiempo que ofrecía conferencias a las niñas de la escuela sobre la salud menstrual.

## Arresto
En marzo de 2017, Stella Nyanzi se refirió al presidente Museveni como "un par de nalgas".
El 7 de abril de 2017, Stella Nyanzi fue detenida por la policía y encarcelada  en la comisaría de Kiira, acusada por ciberacoso y comunicación ofensiva.
El 10 de abril de 2017, compareció ante el tribunal, donde fue acusada de uso indebido de un ordenador, acoso cibernético y abuso del cargo en virtud de las secciones 24 y 25 de la Ley de uso indebido de ordenadores de 2011. A continuación ingresó en la prisión de Luzira.
El 11 de abril de 2017, se pidió a los médicos del Hospital Butabika que realizaran un examen de evaluación psiquiátrica para determinar si estaba loca, como alegaba el fiscal del gobierno. Sin embargo, ella se resistió al examen y pidió que su médico personal y al menos un familiar estuvieran presentes si querían practicarle una prueba médica.
El 10 de mayo de 2017, fue puesta en libertad bajo una fianza de 10 millones de chelines ugandeses (2.904 dólares estadounidenses).
En octubre de 2018, volvió de nuevo a prisión. No solicitó la libertad bajo fianza porque creía que estaba más segura en la cárcel y porque quería continuar con su trabajo educativo con las mujeres en prisión.
En diciembre de 2018, su abogado calificó los cargos de ilegales.
En enero de 2019, pidió que se retrasara su cita en el tribunal porque estaba enferma y había sufrido un aborto espontáneo en la cárcel.
El 2 de agosto de 2019 expuso sus pechos en protesta por una sentencia.

## Reputación y acogida
La prensa internacional ha calificado a Nyanzi como "una de las más destacadas activistas africanas por los derechos de género", "una dirigente académica en el campo emergente de los estudios queer africanos"  y una líder en la lucha contra las represivas "leyes anti-queer" y por la "libertad de expresión".Sus estudios  han permitido el "conocimiento de los efectos del patriarcado, la misoginia y la homofobia en Uganda, Gambia y Tanzania". Algunos consideran que su detención tiene más que ver con su condición de aliada gay que con otros factores.
A la detención de Stella Nyanzi siguió una protesta internacional  y grupos de derechos humanos condenaron el acto como una violación de la libertad académica y de expresión. Amnistía Internacional pidió a Uganda que retirara los "cargos absurdos" contra ella. Pen International, la organización a la que pertenecía la escritora, también condenó su arresto.Human Rights Watch calificó el arresto como "un indicador de que aquellos que expresan opiniones críticas sobre el gobierno ugandés, especialmente contra la primera familia, pueden enfrentarse a su ira".
Las agencias de noticias internacionales han informado de que los motivos de su detención fueron políticos. NPR informó que su arresto fue por crear esperanzas en cuanto a que "los impotentes puedan enfrentarse a los poderosos".The Washington Post informó de que su arresto fue por su condición de "activista abiertamente anti-Museveni". Al Jezeera English informó de que su arresto se  debía a los planes de Museveni de gobernar de por vida y su intolerancia hacia las críticas.El diario canadiense Globe and Mail informó que había sido detenida por  "su imaginativo uso del lenguaje y su feroz desafío a los límites percibidos para las mujeres ugandesas".The Guardian informó de que su "ataque a la negativa del gobierno a financiar ropa sanitaria para niñas llevó a una exitosa campaña de financiación colectiva".
En Uganda cuenta un gran número de seguidores, el mayor de todos los senegaleses en las redes sociales. Muchos recogieron alimentos para ella cuando estaba en prisión. Su abogado, Isaac Kimize Semakadde, ha sido llamado "el abogado de litigios de interés público más destacado de Uganda" por la Uganda Law Society, en parte por su trabajo en este caso.
En Uganda existen "fuertes intereses culturales que impiden hablar abierta y gráficamente sobre el sexo y la sexualidad" y "la homosexualidad es ilegal y la educación sexual está prohibida en las escuelas". Sin embargo, Nyanzi habla "abiertamente, y con mucho colorido, sobre sexo, genitales y política. Por ello, es adorada por muchos de sus conciudadanos, pero es vista con desagrado por algunos de los elementos más conservadores de Uganda".

## Exilio
El 30 de enero de 2021, Stella Nyanzi llegó a Nairobi, Kenia, en autobús y, a través de su abogado, el profesor George Luchiri Wajackoyah, solicitó asilo en este país, debido a la persecución política por parte del gobierno encabezado por Yoweri Museveni en Uganda.